# 撫順市圖書館
撫順市圖書館是中華人民共和國遼寧省撫順市顺城区一家圖書館，馆舍面積12000平方米，館藏書籍90余万册（2020年），為国家二级图书馆。

## 歷史
抚顺市图书馆成立於1952年，開館時名稱為撫順市人民圖書館，1954年更名為撫順市圖書館。1963年與文物隊合併為撫順市圖書博物館，1973年分為兩館，撫順市圖書館恢復。1974年10月搬遷至新撫區永寧路。1982年成立撫順市少年兒童圖書館，由抚顺市图书馆代管。1987年，撫順市少年兒童圖書館獨立。1999年，撫順市少年兒童圖書館併入撫順市圖書館，成為一個機構兩塊牌子。2001年，撫順市圖書館搬遷至位於順城區渾河北路的新館大樓。2009年，顺市图书馆成为国家二级图书馆。2017年搬遷至顺城区長城街。

## 外部連結
- 官方网站